# Perissus rayus
Perissus rayus är en skalbaggsart som beskrevs av J. Linsley Gressitt och Yves Rondon 1970. Perissus rayus ingår i släktet Perissus och familjen långhorningar.
Artens utbredningsområde är Laos. Inga underarter finns listade i Catalogue of Life.